# Radiothek

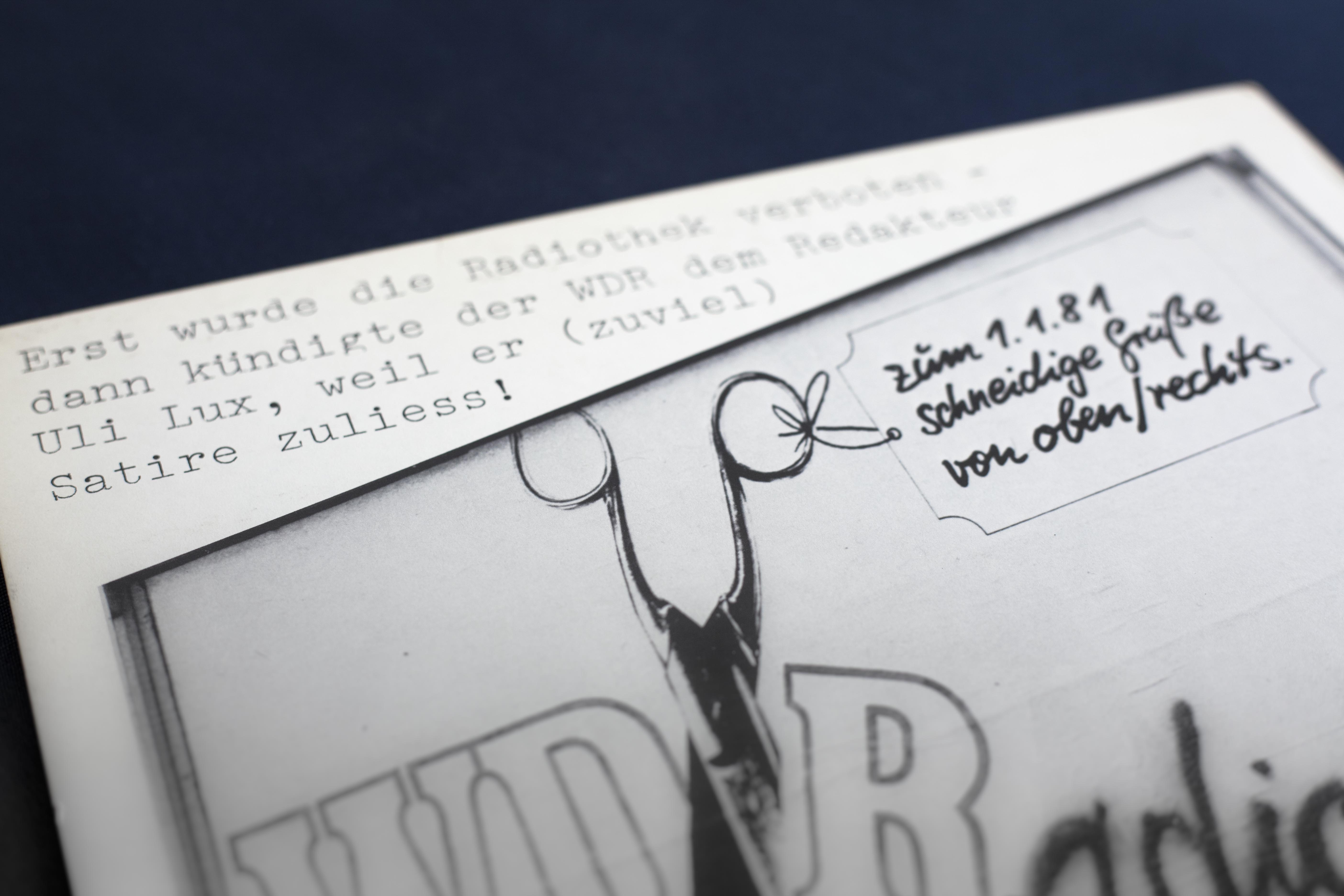
Protestplatte gegen die Abschaffung der Sendung und Entlassung eines Redakteurs (1981)

Radiothek (vollständiger Titel Fünf nach sieben – Radiothek) war eine musikjournalistische und politische Jugendsendung des Westdeutschen Rundfunks Köln (WDR), die vom 30. Dezember 1973 bis 30. Dezember 1980 über das Hörfunkprogramm WDR 2 ausgestrahlt wurde und unter jungen Hörern Kultstatus erreichte. Es handelte sich um eine täglich zweistündige Wort-Musik-Sendung, die vor allem dank ihrer Musikstrecken zeitweise große Hörerreichweiten erzielte. In ihren Wortstrecken griff die Radiothek häufig brisante Themen auf. Ihre sozialkritischen Akzente und der Umstand, dass sie ihre Themen aus Sicht der jugendlichen Zielgruppe betrachtete, stießen auf scharfe Kritik. Nach jahrelangem politischem Streit wurde die Sendereihe schließlich eingestellt.

## Sendungstypus
Die Radiothek gehörte zu den „Zielgruppensendungen für Jugendliche“, die in den späten 1960er und frühen 1970er Jahren von allen ARD-Rundfunkanstalten in ihr Hörfunkprogramm aufgenommen wurden. Andere Beispiele waren der Pop-Shop des Südwestfunks, Point im Süddeutschen Rundfunk, der Zündfunk des Bayerischen Rundfunks und s-f-beat im Sender Freies Berlin. Diese Sendungen waren eine Folge dessen, dass die Programmmacher im Radio nun die Zielgruppe der 14- bis 29-Jährigen wirklich in den Blick nahmen – die zuvor nur stiefmütterlich behandelt worden war. Jetzt wurde diese Altersgruppe erstmals täglich gezielt über mehrere Stunden hinweg und auf wiederauffindbaren Sendeplätzen mit Programm versorgt. Im weitesten Sinne sind die Zielgruppensendungen für Jugendliche aus den 70er Jahren Vorläufer der 20 Jahre später eingerichteten Jugendwellen wie WDR 1Live oder SWR DASDING.

## Vorgeschichte
Seit dem 29. Februar 1968 hatte der WDR in dem gemeinsam mit dem NDR betriebenen 1. Hörfunkprogramm die monatliche Jugendsendung Panoptikum ausgestrahlt: eine 55-minütige, aufwendig produzierte Collage aus aktueller Popmusik, kurzen Informationsbeiträgen über Jugendthemen, politischer Satire, Gesellschaftskritik etc., die unter anderem von Rosemarie Pape, Hubert Maessen und Tom Schroeder moderiert wurde. Das Konzept entwickelt hatten die Redakteurin Gretel Rieber und der Regisseur Joachim Sonderhoff. Die basisdemokratisch arbeitende Redaktion wurde geleitet von der Chefin des WDR-Jugendfunks, Waltraud Blain (alias Waltraud Schmitz-Bunse).
In den frühen 70er Jahren aber wurde den Programmverantwortlichen klar, dass die jüngere Hörergruppe mit nur einer Spezialsendung im Monat unterversorgt war. Gleichzeitig verlor der WDR zahlreiche vor allem junge Hörer an das private Programm Radio Luxemburg, das aus deutscher Sicht ein Piratensender darstellte und sich an die Zuhörer u. a. in Westdeutschland richtete. Aber auch Sender wie Radio Nordsee International, BFBS u. a. die in Nord- und Westdeutschland gut empfangbar waren zogen Zuhörer an sich. 1972 begannen deshalb die Planungen für eine sog. Jugendschiene, die täglich von 19.05 bis 21.00 Uhr im Programm stehen sollte.
Gretel Rieber und Joachim Sonderhoff waren an diesen Überlegungen abermals maßgeblich beteiligt. Geleitet wurden die Vorbereitungen von Waltraud Blain.

## Erscheinungsbild der Sendung
Anders als die kleinteilige Collage Panoptikum war die Radiothek eine formal konventionelle Wort-Musik-Sendung.
An der Mehrzahl der Tage lief das Wortprogramm (von Moderatoren und Redakteuren auch „Wortbeitrag“ genannt) etwa zwischen 19.35 und 20.15 Uhr; eine Ausnahme war der Mittwochabend, bei dem es auf die Zeit zwischen 20.30 und 21.00 Uhr gelegt wurde. Samstags wurde es in verkürzter Form nach 20.20 Uhr gesendet. Die übrige Sendezeit fiel dem Musikprogramm zu.
Die Präsentation des Programms oblag an der Mehrzahl der Sendetage jeweils zwei Moderatoren (sog. Doppelmoderation); einer übernahm die Musikmoderation, der andere präsentierte das Wortprogramm.
Meist wurde das Wortprogramm durch einige wenige Zwischenmusiken unterbrochen – im Musikprogramm tauchten im Gegenzug häufig kurze Veranstaltungstipps auf, die der Wortmoderator durchgab.

## Musik in derRadiothek
Das Musikprogramm der Radiothek wies an jedem Wochentag seinen besonderen stilistischen Schwerpunkt auf. Dabei saß in der Regel an jedem Wochentag ein bestimmter Musikmoderator am Mikrofon, der auch für die Musikauswahl verantwortlich war:
- Montags: Mainstream-Pop; moderiert meist von Ulf Posé
- Dienstags: Soul; moderiert meist von David „Dave“ Colman (irrtümlich häufig „Coleman“ geschrieben)
- Mittwochs: Diskothek im WDR; moderiert von Mal Sondock
- Donnerstags: Progressive Rockmusik und elektronischer Musik; moderiert meist von Winfried Trenkler
- Freitags: Country, zeitweise auch Oldies; moderiert u. a. von Achim Graul, später von Roger Handt ("Questionmark – ein Quiz für Popmusikkenner")
- Samstags: Schlagerrallye; moderiert meist von Wolfgang Neumann
- Sonntags: Open Box – ein Sendeplatz, der mit unterschiedlichen Formaten, Themen- und Musikakzenten gefüllt wurde.

Legendär sind Sendungen wie „Tucky“ Trenklers Special über die Canterbury Scene mit Soft Machine, Caravan, Matching Mole und Hatfield & The North.
Als musikalischer Vor- und Abspann der Radiothek dienten Ausschnitte aus einer Aufnahme des Orchesters Maynard Ferguson: Nice’n’juicy.

## Diskothek im WDRundSchlagerrallye
Diese Rubriken der Radiothek erzielten die weiteste Publikumsresonanz. Die bei den Hörern beliebteste Ausgabe war die Diskothek im WDR am Mittwochabend. Moderator Mal Sondock hatte das Konzept bereits in den 60er Jahren entwickelt. 1974 wurde es in die Radiothek integriert.
Kern der Sendung war die wöchentliche Hitparade. Bei der Auswahl der Platten, die er vorstellte, orientierte sich Sondock am Procedere britischer und US-amerikanischer Hitparaden:

„Das heißt, mein Kriterium war ganz einfach: Könnte das ein Top-Ten-Hit werden? Ja oder nein? Und dann hab ich sie gespielt und getestet. […] Ich war besonders aufmerksam auf Topstars, die gerade eine neue Aufnahme gemacht hatten.“

Als alternatives Hitparadenangebot konzipierten die WDR-Musikredakteure 1973 die Schlagerrallye: eine Sendung, in der die Platzierungen nicht durch reine Verkaufserfolge bestimmt wurden, sondern nach einem festen Reglement. Moderator Wolfgang Neumann erläuterte 1976 das Procedere: Im ersten Schritt bestimmte die Redaktion jede Woche zwölf internationale und zwölf deutsche Musiktitel. Im zweiten Schritt suchten fünf Hörer (die allmonatlich neu rekrutiert wurden) daraus sieben Titel aus. Ein achter wurde von der Mehrheit dieser fünf ausgesucht. Damit standen die acht sog. „Neuvorstellungen“ fest. Neumann weiter: „Aus den 10 platzierten Titeln der Vorwoche, den Platten auf den Plätzen 11–15, die nur angespielt wurden, sowie den […] 8 Neuvorstellungen wählt nun der gesamte Hörerkreis der Schlagerrallye die 10 besten Platten für die nächste Woche aus.“

## Die Wortbeiträge derRadiothek
Ähnlich wie die Musik erhielt auch das Wortprogramm jedes Wochentages einen thematischen Akzent.
- Montag: Politik

Hier ging es z. B. um die Jugendverbände der politischen Parteien (Jungsozialisten, Jungdemokraten, Junge Union), um parteiunabhängige Jugendverbände, um die Folgen der Ost-West-Entspannung für Jugendliche, um den sog. Radikalenerlass, um das Welternährungsproblem, um zeitgeschichtliche Themen aus der Weimarer Republik und dem nationalsozialistischen Deutschland, aber auch um die Gründung der Partei Die Grünen.
- Dienstag: Arbeitswelt

Hier wurden z. B. Interessengegensätze zwischen jungen Arbeitnehmern oder Auszubildenden und ihren Chefs behandelt, die Aktivitäten der Gewerkschaften und ihrer Jugendvertreter in den Betrieben, die Wahl von Betriebsräten und Vertrauensleuten, aber auch aktuelle spektakuläre Arbeitskämpfe und nicht zuletzt die immer weiter um sich greifende Jugendarbeitslosigkeit.
- Mittwoch: Privates

Hierunter fielen u. a. Sendungen zu den Themen Sexualität, Verhältnis Jugendlicher zu ihren Eltern, Partnerschaftsprobleme. Es konnte auch gehen um die Schwierigkeiten Behinderter in der Gesellschaft, um die Benachteiligung von Einwanderern und um die Probleme von vielerlei Randgruppen. Diese halbstündigen Wortbeiträge liefen überwiegend als vorproduzierte (also nicht live moderierte) Reportagen oder Radio-Features ab 20.30 Uhr im Anschluss an die Diskothek im WDR.
- Donnerstag: Kultur im weitesten Sinne

Hier ging es z. B. um alternative Kulturprojekte, freie Theater- oder Videogruppen, linke Kleinverlage, aber auch um den aufkeimenden Rechtsextremismus, um Initiativen für selbstverwaltete Jugendzentren. Mitunter wurden auch gesellschaftliche Phänomene wie die Rockerszene oder die Kultur der Punks behandelt.
- Freitag: Bildungsthemen

Der Platz für Themen wie: Leistungsdruck in der Schule, Pro und contra Gesamtschule und Kooperative Schule, Probleme von Junglehrern und Referendaren. Außerdem z. B.: Probleme von Studenten an der Massenuniversität, Missstände bei Universitäts-Abschlussprüfungen. Ferner gab es Tipps für die Wahl eines passenden Ausbildungsberufes. Schließlich auch Berichte über alternative Kindergarten- und Kinderbetreuungsprojekte, Kinderladen-Bewegung etc.
- Samstags tauchten im Kontext der Schlagerrallye meist nur kurze, vorproduzierte Wortbeiträge auf. So gab es die aufwendig produzierte 12-teilige Hörbild-Serie Geschichte der Comics, die später preisgekrönt wurde, und eine ähnliche Reihe Science Fiction. Darüber hinaus wurden z. B. Rätsel zu zeitgeschichtlichen Themen eingestreut, die von den Hörern am Telefon gelöst werden konnten.

- Sonntags wurde das Wortprogramm nach keinem einheitlichen Muster gestaltet. In den späten 70er Jahren standen hier Sonderformen wie die Anruf-Sendung Radiothek am Draht oder die monatliche Radiothek unterwegs.

## Sendewochen
Unabhängig von täglichen Themenakzenten brachte die Radiothek ab Mai 1975 in unregelmäßiger Folge thematische Schwerpunkte in sogenannten „Sendewochen“. Dabei wurde ein Thema bis zu sieben Tage lang aus unterschiedlicher Perspektive behandelt. In dieser Form ging es unter anderem um Umweltschutz und Energiesparen, um den sog. Radikalenerlass, um den Terrorismus der „Rote Armee Fraktion“, um die Arbeit der Gewerkschaften, um die Gefahren von Alkohol- und Drogenkonsum, um die Probleme ungelernter junger Arbeiter oder auch um die politische Dimension der Fußball-Weltmeisterschaft 1978 im von einer Militärjunta regierten Argentinien.

## Sonderformate:Radiothek am DrahtundRadiothek unterwegs
Beide Formate wurden 1979 eingerichtet: für den sonntäglichen Open-Box-Sendeplatz, auf dem sie in der Regel jeweils einmal pro Monat auftauchten.
- Radiothek am Draht war eine Sendung mit Hörerbeteiligung per Telefon; auf die Fragen und Meinungen der Hörer antwortete eine Gesprächsrunde aus Moderatoren und Gästen im Studio. Die erste Sendung dieser Art behandelte im April 1979 das Thema Das erste Mal – Fragen über Ängste, Unsicherheiten, Verhütung. In weiteren Sendungen ging es u. a. um Liebeskummer (Mai 1979), Taschengeld (August 1979) oder auch Fragen stellen und was ändern wollen bringt nur Ärger (Oktober 1979).

- Radiothek unterwegs war eine öffentliche Veranstaltung, deren Kern eine Podiumsdiskussion bildete. Abgehalten wurde die Veranstaltung in verschiedenen nordrhein-westfälischen Städten, bevorzugt solchen, die abseits der kulturellen oder politischen Zentren lagen. So kam die Auftaktsendung am 11. Februar 1979 aus Lügde/Lippe; sie behandelte das Thema Freizeitprobleme für Jugendliche im ländlichen Raum. Spätere Sendungen erschienen unter Titeln wie Jugendliche diskutieren mit jungen Soldaten (aus Rheine, 8. April 1979), Hausfrau und Mutter (aus Soest, 13. Mai 1979), Jugend im Europa der Regionen (aus Vlotho, 10. Juni 1979), Umwelt (von der Bundesgartenschau Bonn, Juli 1979) oder Integration jugendlicher Ausländer (August 1979). Für den (rock-/pop-)musikalischen Rahmen sorgten in der Regel professionelle und Amateurbands. Die Radiothek unterwegs wurde jeweils vor Ort aufgezeichnet und dann vom Band gesendet.

## Die Redakteure und Moderatoren der Wortstrecken
Verantwortet wurden die Beiträge von einer eigens eingerichteten Wortredaktion – die der Hörfunkdirektion bis in den Winter 1978/79 direkt unterstellt war. Als „integrierte Redaktion“ vereinte sie Redakteure aus den Bereichen Aktuelle Politik, Jugendfunk und Kultur. Festangestellte Wortredakteure waren u. a. Helga Kirchner, Dietrich Backmann und Joachim Ulrich Lux, außerdem Nora Schattauer, Lothar Fend und Jürgen Keimer, zu Beginn auch Gretel Rieber. Leiter der Wortredaktion war ab dem Frühjahr 1974 Ulrich Teiner. Ab 1978/79 wurde die Redaktion dem Hörfunk-Programmbereich Kultur eingegliedert.
Als Moderatoren der Wortstrecken häufig zu hören waren Nora Schattauer und Dietrich Backmann (vor allem montags), Wolfgang Schmitz (überwiegend dienstags), Tom Schroeder und Jürgen Keimer (meist donnerstags), Helga Kirchner (vor allem freitags), Lothar Fend (u. a. freitags) und Joachim Ulrich Lux (u. a. sonntags in der Open Box).
Zahlreiche Wortredakteure und Autoren der Radiothek profilierten sich später als erfolgreiche Journalisten: Redaktionsleiter Ulrich Teiner wurde Feature-Redakteur im WDR; Redakteurin Helga Kirchner wechselte nach dem Ende der Radiothek in die Politikredaktion und wurde im Jahr 2000 deren Leiterin und schließlich Chefredakteurin des WDR-Hörfunks; der u. a. auf die Themenbereiche „Lehrlinge und junge Arbeitnehmer“ spezialisierte Moderator Wolfgang Schmitz stieg 2007 zum Hörfunkdirektor des WDR auf.

## Die Orientierung an den jungen Hörern als Kernidee
Zum Selbstverständnis einer „Zielgruppensendung“ für junge Hörer gehörte es in dieser Zeit, dass die Macher in ihren Beiträgen versuchten, die Welt aus der Perspektive ihres 14- bis 29-jährigen Publikums zu betrachten. Das bedeutete:
- 1. Die Sendung wies auf Rechte der Jugendlichen hin, die nach Meinung der Redakteure und ihrer Mitarbeiter im Alltag ungenügend verwirklicht waren. Die Redaktion fühlte sich nach eigenem Bekunden „zur Herbeiführung eines aufklärerischen Prozesses verpflichtet, der die Bewußtmachung demokratischer Rechte und Verhaltensweisen sowie von Erkenntniskriterien der Wirklichkeit einschließt“.[13]
- 2. Die Redaktion ließ ihre junge Zielgruppe selbst zu Wort kommen. Die Wortbeiträge arbeiteten über weite Strecken mit Originaltönen, in denen betroffene Jugendliche zu einem Thema Stellung nahmen. Ihre Äußerungen standen im Vordergrund; erwachsene Akteure kamen erheblich kürzer oder auch seltener zu Wort.
- 3. Auch ein inhaltlicher Charakterzug machte sich bemerkbar: In der Radiothek kamen vor allem solche Themen zur Sprache, die gesellschaftskritische, linksliberale Akteure für relevant hielten.[14]

## Die Reichweite bei den Hörern
Untersuchungen zur Reichweite der Radiothek förderten 1976 zutage, dass in Nordrhein-Westfalen jeder zweite zwischen 14 und 29 Jahren die Sendung mehrmals in der Woche einschaltete.
Dafür dürften vor allem die Musikstrecken den Ausschlag gegeben haben – allen voran Mal Sondocks Diskothek im WDR. Umfragen aus dieser Zeit zeigten aber darüber hinaus, dass relativ viele Hörer auch das Wortprogramm der Radiothek verfolgten und erst mit Beginn des Fernseh-Abendprogramms um 20.15 Uhr das Radio ausschalteten.
Zum Ende des Jahrzehnts hin begann sich das Hörverhalten zu wandeln. Reichweitenforschungen im Kölner Raum ergaben, dass WDR 2 während der Radiothek-Sendestunden und besonders zu Beginn des Wortbeitrages in hohem Maße Hörer an den Südwestfunk verlor (dort lief auf SWF 3 gleichzeitig die Jugendsendung Pop-Shop). Aus Sicht der WDR-Hörfunkdirektion stand das Sendekonzept der Radiothek damit über kurz oder lang zur Disposition.

## Massive Angriffe gegen die Sendung
Wegen ihrer linksgerichteten Position geriet die Radiothek frühzeitig ins Kreuzfeuer. Kritiker warfen der Radiothek vor, dass sie Jugendliche zur Aufmüpfigkeit ermuntern wolle und ihnen ein „Zerrbild der Wirklichkeit“ vermittle. Sie stießen sich außerdem daran, dass sich Jugendliche in den Originaltönen ungekünstelt artikulierten. Eine „beliebte und verhaßte Jugendsendung“ nannte die Zeitung Kölnische Rundschau die Radiothek; andere neutrale Beobachter sprachen von einer „Brandfackel unter den Jugendsendungen“.
Schon nach wenigen Wochen gab es gegen die Wortbeiträge der Radiothek erste Proteste von Hörern, Arbeitgeberverbänden und politischen Akteuren der CDU/CSU. Im Sommer 1974 dann initiierten die Gegner der Sendung ein Beobachtungsprojekt, das zeitgenössische Medienjournalisten als „bisher einmalig in der Geschichte des öffentlich-rechtlichen Rundfunks in der Bundesrepublik“ kennzeichneten.
Eine vierköpfige Kommission aus dem Programmbeirat – einem Aufsichtsgremium des WDR, das den Intendanten in Fragen der Programmgestaltung beraten sollte – untersuchte das Wortprogramm systematisch. Mitglieder dieser Kommission waren der Chefredakteur der Neue Ruhr Zeitung Jens Feddersen, Peter Rinsche, Clemens Herbermann und der Direktor der Bundeszentrale für politische Bildung, Horst Dahlhaus. Zwei Monate lang wurden die Beiträge wörtlich auf Papier festgehalten und von der Kommission ausgewertet.
Drei von vier Kommissionsmitgliedern – Feddersen, Rinsche und Herbermann – bemängelten im Anschluss eine inakzeptable Einseitigkeit vieler Radiothek-Beiträge. „Objektivität, Fairness und journalistische Präzision“ ließen in ihren Augen zu wünschen übrig.
Dahlhaus wollte sich seinen drei Kollegen nicht anschließen. Er empfahl der Redaktion in einem Minderheitsvotum lediglich eine „positivere Haltung zum Kompromiß“ und eine „breitere Darstellung der Konfliktfelder“.
WDR-Intendant Klaus von Bismarck und Hörfunkdirektor Manfred Jenke stimmten Dahlhaus nach Abschluss der Beobachtung im Sommer 1975 weitgehend zu. Sie ernteten dafür im Programmbeirat und auch in der Öffentlichkeit Kritik. SPD-Mitglied Feddersen und zahlreiche andere Kritiker wie der CDU-Politiker Heinrich Windelen warfen der Sendereihe vor, eine „Maothek“ zu sein; Feddersen wurde daneben mit einer Äußerung gegenüber WDR-Fernsehdirektor Werner Höfer zitiert: „Verkauft die Radiothek doch an die DDR, da gehört sie hin.“ Höfer dementierte später, dass Feddersen sich ihm gegenüber so geäußert habe.
Im ganzen entspannte sich das Klima ab 1975/76 – bis der Streit im Jahre 1979 erneut aufflammte. Radiothek-Sendungen zu brisanten Themen wie dem sog. Radikalenerlass, der Jugendarbeitslosigkeit und der Protestlyrik aus alternativen Kleinverlagen sowie ein Bericht über die Polit-Kulturinitiative Rock gegen Rechts brachten die Kritiker in Rage. Der Konflikt zog sich bis ins Jahr 1980. Entscheidend war, dass nun zwei mächtige Fürsprecher von der Redaktion abzurücken begannen: der seit 1976 amtierende WDR-Intendant Friedrich-Wilhelm von Sell und Hörfunkdirektor Manfred Jenke.
Die Radiothek-Wortredakteure reagierten um die Jahreswende 1979/80 auf den öffentlichen und senderinternen Druck, indem sie kollektiv ihre Redaktionsverantwortung niederlegten. Fortan fungierte der vorgesetzte Programmgruppenleiter Franz Greiner als verantwortlicher Redakteur. Jenke und von Sell kamen im Januar 1980 überein, dass die Radiothek-Wortbeiträge fortan in der Regel ohne Live-Moderationen als reine Vorproduktionen laufen sollten. Für einige Tage im Januar 1980 war die Radiothek sogar nur eine reine Musiksendung.
Intendant und Hörfunkdirektor warfen in diesen Wochen die grundsätzliche Frage nach der Zukunft der Radiothek auf. Sie konnten sich unter anderem auf schwindendes Interesse der Hörer an den Wortbeiträgen stützen. Aus Sicht Jenkes und von Sells passte die 1972/73 entwickelte Jugendsendung 1980 nicht mehr in die Zeit.

## Die Anhänger derRadiothek
Mit der Sendung solidarisierten sich politische Akteure aus dem jüngeren sozialdemokratischen Spektrum (u. a. die spätere schleswig-holsteinische Ministerpräsidentin Heide Simonis und der Bundestagsabgeordnete Peter Conradi) und dem linksliberalen Spektrum (u. a. die damaligen Freidemokraten Ingrid Matthäus-Maier und Günter Verheugen): Sie hielten die Radiothek für wertvoll – als eine Möglichkeit, mit Jugendlichen und jungen Erwachsenen ins Gespräch zu kommen. Denn: Für herkömmliche mediale Angebote sei die junge Generation der späten siebziger Jahre nicht mehr zu begeistern.
Weiterhin engagierten sich diverse Basisinitiativen für die Radiothek; es wurden Informations- und Diskussionsveranstaltungen in Jugendzentren initiiert – am 2. Februar 1980 schließlich demonstrierten einige Hundert Radiothek-Anhänger in Köln für den Erhalt der Sendung. Der Duisburger Liedermacher Frank Baier steuerte zu dieser Demonstration sein Radiothek-Lied bei.

## Die Entscheidung gegen dieRadiothek
Senderintern fielen zu dieser Zeit jedoch die Würfel; und im Frühjahr 1980 stellte Hörfunkdirektor Jenke auf einer Pressekonferenz klar, dass die Radiothek anlässlich der für Januar 1981 geplanten Programmreform eingestellt werden solle.
Wohl brachte die Reform zwischen 20.05 und 21.00 Uhr eine neue, ausschließlich musikalische Sendereihe mit Namen Pop-Session, die ebenfalls jeden Wochentag einen anderen Schwerpunkt bediente. Auf dem Sendeplatz zwischen 18.05 und 20.00 Uhr wurde mit der neuen Sendung WDR zwei zu eins: Thema heute eine dezidierte Radiothek-Nachfolgereihe eingerichtet (an der mit Helga Kirchner und Ulrich Teiner auch zwei vormalige Radiothek-Redakteure beteiligt waren); diese Sendung wandte sich aber erklärtermaßen nicht mehr speziell an Jugendliche, sondern auch an Erwachsene.
Vereinzelt wurden Elemente der Radiothek noch über 1980 hinaus fortgeführt: z. B. die Schlagerrallye (montags im Rahmen der neuen Pop-Session) und das Wortformat Hörer machen Programm. Auch die Reihe Radiothek unterwegs existierte sonntagabends im Programm WDR 1 noch vorübergehend weiter. Aus der Diskothek im WDR wurde ab 1981 Mal Sondocks Hitparade – mit leicht reduzierter Sendezeit (mittwochs im Rahmen der Pop-Session); aber Sondock zeigte sich später überzeugt, dass der neue Titel der Sendung seine, Sondocks, Popularität noch gefördert habe.

## Die Abschlusssendung und ihre Folgen
Für den 30. Dezember 1980 – den letzten Sendetag – organisierte die Radiothek-Redaktion die viereinhalbstündige Live-Sonderausgabe Das war’s – Radiothek. Vor etwa 1.500 Zuschauern wurde in der Stadthalle Köln-Mülheim von 19.05 bis 23.30 Uhr eine als „Revue“ angekündigte Veranstaltung abgehalten. Mit jeweils 20-minütigen Beiträgen beteiligt waren u. a. der Kabarettist Hanns Dieter Hüsch, die Liedermacher Frank Baier, Dieter Süverkrüp und Walter Mossmann, die Kabarettgruppen Karl Napps Chaos Theater und Die 3 Tornados, die Bluesband Das dritte Ohr und die damals noch kaum bekannte Kölner Rockgruppe Wolfgang Niedeckens BAP.
Den Redakteuren und ihren Vorgesetzten war bewusst, dass eine Live-Übertragung dieser Revue Risiken barg: Zumindest mit Solidaritätsbekundungen von Radiothek-Anhängern war zu rechnen. Als Ausweg griff der WDR zu dem Mittel, die Generalprobe komplett mitzuschneiden; der Mitschnitt lief während der Sendung parallel im Funkhaus vom Band, um ihn bei Pannen oder unvorhergesehenen Ereignissen sofort auf den Sender geben zu können (und die Originalübertragung aus der Halle auszublenden).
Keine Hilfe war dieser Mitschnitt aber bei den Zwischenfällen, die sich dann tatsächlich ereigneten: Walter Mossmann bekundete in seiner Begrüßung kurz seine Solidarität mit der Radiothek, Frank Baier ging noch darüber hinaus: er verstieß gegen ein ausdrückliches Verbot der WDR-Redakteure und verlas vor dem applaudierenden Publikum den Refrain seines Radiothek-Liedes. Die Akteure von Karl Napps Chaos Theater erklärten sich bereit, „auf der Beerdigung des [WDR-]Intendanten von Sell zu spielen, falls die stattfindet“.
Für den Eklat des Abends sorgten Die 3 Tornados mit ihrem von Kritikern als blasphemisch empfundenen Sketch Krippenspiel, einer Satire auf die unbefleckte Empfängnis der Gottesmutter: Sie ließen Joseph sagen: „Das muss ja ein schöner Heiliger Geist sein, der meine Verlobte hinter meinem Rücken von hinten bumst.“ Der Sketch provozierte massive Proteste von Hörern. Darüber hinaus protestierten Vertreter der evangelischen und besonders der katholischen Kirche.
Der verantwortliche Redakteur der Abschlusssendung, Joachim Ulrich Lux, wurde für den Skandal verantwortlich gemacht, weil er Krippenspiel zwar seit der Generalprobe gekannt, den Sketch aber dennoch nicht abgesetzt hatte. Lux erhielt daraufhin im Februar 1981 die fristlose Kündigung. Es war das erste Mal, dass ein WDR-Hörfunkredakteur wegen einer von ihm verantworteten Sendung entlassen wurde. Redaktionsleiter Ulrich Teiner und Moderator Wolfgang Schmitz erhielten Abmahnungen mit Kündigungsdrohungen.
Lux selbst konnte sich erst im Juli 1981 gerichtlich gegen den WDR durchsetzen. Das Landesarbeitsgericht Nordrhein-Westfalen machte als zweite Instanz in seinem abschließenden Urteil Lux zwar für den Vorfall mitverantwortlich; es befand aber auch, dass die übergeordneten Hierarchien des WDR als Kontrollorgane versagt hätten.

## Rückschau Beteiligter und zeitgenössischer Beobachter
Die damals in der Debatte engagierten professionellen Beobachter – seien sie Anhänger oder Gegner der Radiothek – sind sich heute in ihrer Mehrheit darin einig, dass es ein Fehler gewesen sei, die Sendereihe zu streichen, ohne der jungen Zielgruppe ein neues, ähnlich umfangreiches Spezialangebot auf einem regelmäßigen Sendeplatz gemacht zu haben. Erst 15 Jahre später habe der WDR diese Zielgruppe mit dem Vollprogramm EinsLive wieder adäquat bedient.